# Klangwelt Records
Klangwelt Records ist ein deutsches Plattenlabel mit Sitz in Berlin.
2009 wurde das Label Klangwelt Records als drittes Label Projekt von Ryan Davis und Lanny May gegründet. Neben Maripoza Records, welches zu diesem Zeitpunkt nicht weiter geführt werden sollte und Back Home, welches in Richtung experimentelle elektronische Musik fungierte, entstand Klangwelt als das Zuhause clubfreundlicherer Musik. 2012 verließ May Klangwelt Records, welches seitdem von Ryan Davis allein geführt wird.
Nach einer ruhigeren Phase erarbeitet sich das Label seit 2015 einen neuen Artist-Kern und erneuert seine Strukturen mit dem Fokus auf eine enge Verbundenheit zwischen Label und Artist und vergrößerter medialer Präsenz.
Seit 2017 fungiert Klangwelt nicht nur als alleinstehendes Label, sondern auch als eine Art kollektiv Name für die Anhänger von Klangwelt & Back Home. Stilistisch siedelt sich Klangwelt zwischen clubtauglichem Sound wie Techno & Tech House und kompositorischen Einflüssen aus Ambient, klassischer Musik oder Filmmusik an. Geführt durch Davis liegt der Schwerpunkt immer auf der Balance aus Rhythmus und Melodie.
Fast alle Künstler, die eines von Davis Labels als Ausgangspunkt ihrer Karriere oder Zwischenstopp genutzt haben, sind heutzutage weltweit bekannt. Unter anderem veröffentlichten Künstler wie Max Cooper, N'to, Electric Rescue, Traumer, Spada, Cora Novoa oder Davis selbst auf Klangwelt.

## Künstler
- 1979
- N'to
- Electric Rescue
- Aparde
- Max Cooper
- Ryan Davis